# Miliusa tirunelvelica
Miliusa tirunelvelica är en kirimojaväxtart som beskrevs av Murugan, Manickam, Sundaresan och Jothi. Miliusa tirunelvelica ingår i släktet Miliusa och familjen kirimojaväxter. Inga underarter finns listade i Catalogue of Life.